# Rokytenský rajón (Kyjevská oblast)
Rokytenský rajón (ukrajinsky Рокитня́нський район) byl rajón v Kyjevské oblasti na Ukrajině. Hlavním městem bylo Rokytne a rajón měl přibližně 26 tisíc obyvatel. 

## Sídla v rajónu
- Rokytne